# Museo Etnográfico Las Vistillas
El Museo Etnográfico Las Vistillas de Coín (Málaga, España), es un espacio dedicado a la vida rural durante el siglo XX. 

## Historia y descripción
El espacio museístico "Las Vistillas, Coín Vida Rural" comprende tres salas: Sala Antonio Vargas Franco, en la que se recrea el interior del hogar con muebles, decoración, documentos, fotos, y otros objetos de uso cotidiano. Sala La Fragua, donde se recrea el oficio del herrero basado en el trabajo de la fragua. En sus paredes, podemos encontrar herramientas, aperos de labranza y del transporte con animales, así como otras actividades         agrícolas propias de La Comarca del Guadalhorce durante el siglo XX. Y Sala Coín, que alberga una exposición de fotografías, así como una colección de aves autóctonas naturalizadas. A través de las piezas expuestas en estos espacios, se reconstruye la vida en Coín durante el siglo XX, en un contexto etnográfico.
También encontramos El taller de cerámica, que muestra diversas técnicas y estilos de la tradicional alfarería de Coín documentada ya en 1700, recuperando desde 1989 piezas como la maceta malagueña vidriada, canalones de teja, cumbreras, remates, etc. Ocasionalmente, se complementa con talleres de manejo del torno alfarero.
El mirador es una gran terraza abierta al Valle del Guadalhorce, entre la Serranía de Ronda y los Montes de Málaga. El complejo cultural se complementa con plantas de diversas especies (naranjos, encinas, algarrobos, olivos, higueras) y matorral mediterráneo (tomillo, romero, hinojo, manzanilla, esparto), además de un modesto zoo doméstico (burras andaluzas, gallinas, pavos, faisanes).